# Herrnhuti Testvérgyülekezet
A Herrnhuti Testvérgyülekezet (németül: Herrnhuter Brüdergemeine) a Cseh Testvérektől eredeztethető lutheránus, pietista szabadegyház. Vallja az apostoli hitvallást, a sola scripturát és az ágostai hitvallás 21 tételét. Jellemző rá a szenvedő Krisztus, a szent sebek és szent vér tisztelete.

## Történelem
1722-ben Nikolaus Ludwig Zinzendorf berthelsdorfi birtokán letelepítette a morvaországból vallási okból elvándorló cseh testvéreket; az általuk épített külön település lett Herrnhut. 1727-ben ünnepelték először az úrvacsorát a faluban, ez számít a Herrnhuti testvérgyülekezet megalapításának.
1735-ben szabadegyházzá alakult, majd vallásszabadságot nyert a szász evangélikus egyházon belül. Missziós tevékenységét 1732-ben indította meg.
1959-ben 305 ezer tagot számlált.

## Herrnhutiak Magyarországon
Erdélyben a 18. század második felében tűntek fel herrnhuti szellemű prédikátorok az erdélyi szászok körében, többek között Segesváron, de a század végére eltűntek; hatásuk ugyanakkor kimutatható az erdélyi protestáns énekeskönyvekben. Észak-Magyarországon a Szepességben, pl. Iglón jelentek meg, de szabadegyházat nem alapítottak. Jelentős, maradandó hatásuk önálló szervezet híján nem volt.